# 白碗窑镇
白碗窑镇，是中华人民共和国贵州省黔西南布依族苗族自治州兴义市下辖的一个乡镇级行政单位。

## 行政区划
白碗窑镇下辖以下地区：
白陶厂社区、海子村、岔米村、普哈村、大水井村、甲马石村、戈多村和下抹挫村。